# 表形码
表形码是由旅居法国的华侨人士陈爱文于80年代发明的中文输入法，属于形码的一种。由于它在汉字的拆分方面符合直观，并且有汉字学方面的理论支持，在发明之初引起广泛关注，被列为国家重点火炬计划项目。但后来在普及化、商业化方面并没有产生象五笔字型、郑码那样的影响。

## 编码原则
表形码按照汉字的书写顺序将汉字拆分成部件，并按照形状相似的原则，用对应的英文字母去编码这些部件。由于参与编码的英文字母与其对应的字根在形状上的相似性，表形码十分易学、易用。表形码最大的优点是相交叉的笔画绝不拆分成两个字根，换言之，字根与字根之间没有交叉的笔画。这一点使得拆字的方式非常直观。
拆字示例：
“吼”字－拆分为－O+Z+L = OZL
“啊”字－拆分为－O+P+T+O = OPTO

## 商业安装情况
表形码曾经预安装在下列系统中：
- Windows 95
- Windows 98 第一版
- IBM AIX

## 发明历史与版权纠纷
1986年3月陈爱文、周静梓与周尚农共同发起成立了一家称为“温州市雨粟文字技术处理研究所”的研究所。
1986年4月，陈爱文、周静梓向原中国专利局提出名称为《汉字表形符号和字素（即部件）分类编码法》（简称“表形码”）的发明专利申请，于1990年5月2日被授予专利权。
1992年6月，张家港仪表成套实业公司与陈爱文先生、周静梓女士合资成立中外合资张家港爱文电脑有限公司。张家港仪表成套实业公司以厂房作价4.5万美元及等价人民币出资，占注册资本的60%；陈爱文、周静梓以《汉字表形符号和字素（即部件）分类编码法》（简称“表形码”）、表形码汉字卡、表形码教材、表形码字典、表形码电脑等专利技术成果，按注册资本的20%作价7万美元，现汇7万美元，合计出资占注册资本40%。
1993年9月，原专利权所有人陈爱文、周静梓出具专利权变更证明书，专利权所有人变更为张家港爱文电脑有限公司，专利权转让登记日为1993年10月8日。
1993年8月和1994年6月，机械电子工业部计算机软件登记办公室（中国版权保护中心软件登记中心）接受张家港爱文电脑有限公司（爱文电脑公司）的申请，对《表形码—日通V4.1》、《表形码—日通V5.02》两个软件作品进行了著作权登记，登记号分别为930144、940127。
1993年6月，陈尚农、周静梓与电子工业出版社签订出版合同，约定由电子工业出版社出版表形码教材《电脑打字七日通》（含5.02版软盘）。
1994年国家科委将表形码列为国家级火炬计划重点项目。
1994年1月6日，爱文电脑公司向电子工业出版社出具公函，劝其停止侵权行为。
1994年2月15日，爱文电脑公司取得了北京海淀区公证处对电子工业出版社侵犯表形码专利权和软件著作权的侵权行为予以确定的公证书。
1994年4月爱文电脑公司向北京第一人民法院起诉状告电子工业出版社侵权，随后又向杭州市中级人民法院起诉状告温州雨粟研究所侵权。
1995年全国信息技术标准化委员会向国内外计算机软件公司和计算机用户推荐使用的少数几个输入方法中为首的表形码。它能用简单规则实现中、日、韩简繁体汉字的编码输入。
1995年美国微软公司在其著名视窗操作系统Windows95预装“表形码”。
1995年11月19日，爱文电脑公司与真正粟研究所（陈爱文为担保人）签订了一份协议，协议约定：“‘表形码’的专利权属爱文电脑公司所有，表形码软件著作权与专利权一致；雨粟研究所保证不再制造、生产、销售表形码软件及出版任何以表形码为依据的教材”
1995年11月28日，杭州市中级人民法院作出调解裁定，确认了爱文电脑公司与雨粟研究所在95年11月19日达成的协议内容，该调解书经法院和双方当事人签章后生效。
1998年12月8日，北京市第一中级人民法院对表形码软件著作权判决：“表形码”V4.1版和V502版软件著作权归爱文电脑公司和陈尚农、周静梓共享，驳回爱文电脑公司对电子工业出版社的诉讼请求。
1998年12月爱文电脑公司向北京市高级人民法院上诉。1999年12月爱文电脑公司收到国家知识产权局专利复审决定书，裁定爱文电脑公司对“表形码”享有专利权有效。
2000年12月19日，北京市最高人民法院判决：“张家港爱文电脑有限公司对表形码V4.1版软件和表形码V5.02版软件享有著作权”，“电子工业出版社停止销售表形码V5.02版软件，并将未销售的表形码V5.02版软件予以销毁”，“电子工业出版社于本判决生效后一个月内，在一家全国发行的报纸上向张家港爱文电脑有限公司致歉，致歉内容须经本院核准，逾期不执行，本院将在报纸上公布本判决，相关费用由电子工业出版社负担”；“电子工业出版社赔偿张家港爱文电脑有限公司经济损失人民币476万元（于本判决生效后一个月内给付）”。
2003年7月25日，北京市高级人民法院再审终审判决，认定爱文电脑公司与陈尚农、周静梓对上述两软件共同享有著作权。
2003年9月，周静梓委托电子工业出版社向国家版权局提出申请，要求撤销上述软件的著作权登记。
2003年9月，中国国家版权局决定撤销930144号《表形码—日通V4.1》及940127号《表形码—日通V5.02》的软件著作权登记。